# Пахнюк Володимир Васильович
Володимир Васильович Пахнюк (26 квітня 1967, смт. Рокитне, Рівненська область) — генерал-майор, начальник управління Служби безпеки України у Закарпатській області (2018—2019), у Вінницькій області (2017—2018). Дуже часто сам називав себе «Хлібороб», хоч колектив називав його «Безумный король».

## Життєпис
Народився 26 квітня 1967 року у смт Рокитне, що на Рівненщині.
Здобув дві вищі освіти — військову, закінчивши у 1988 році з відзнакою військове училище за спеціальністю «інженер-економіст», і юридичну, закінчивши у 2001 році Національний університет «Острозька академія».
В органах державної безпеки — з часу створення Служби безпеки України.
Указом Президента України від 13 жовтня 2014 року Володимир Пахнюк призначений начальником Управління Служби безпеки України в Житомирській області.
Станом на середину 2018 року був начальником управління СБУ у Вінницькій області.
26 жовтня 2018 року, на тлі загострення відносин з Угорщиною, Порошенко призначив Володимира Пахнюка очільником СБУ в Закарпатській області замість Олега Воєводіна. Звільнений з посади 11 червня 2019 року.
Пахнюка заступив на посаді генерал-майор Рудницький Іван Львович.

## Сім'я
Одружений, має двох дітей.